# SSX (spelserie)
SSX är en serie snowboardspel av extremsport-typ, utvecklat av EA Sports BIG.

## Spel

### Huvudserien
- SSX
- SSX Tricky
- SSX 3
- SSX On Tour
- SSX Blur
- SSX (2012)

### Mobila spel
- SSX Out of Bounds
- SSX iPhone
- SSX by EA Sports